# Sonate K. 320
La sonate K. 320 (F.268/L.341) en la majeur est une œuvre pour clavier du compositeur italien Domenico Scarlatti.

## Présentation
La sonate K. 320, en la majeur, notée Allegro, forme une paire avec la sonate suivante, également Allegro. Le but de l'exercice est un travail sur un motif de sixtes (qu'on retrouve dans les sonates K. 188, 235 et 449) et les arpèges,. La sonate, dans un style galant, propose une sorte de cadence particulière de Scarlatti, avec la progression répétée I (6) — IV — V, menant à l'accord final et que partagent également les sonates K. 312 et 313 par exemple.

## Manuscrits
Le manuscrit principal est le numéro 25 du volume VI de Venise (1753), copié pour Maria Barbara ; l'autre est Parme VIII 19.

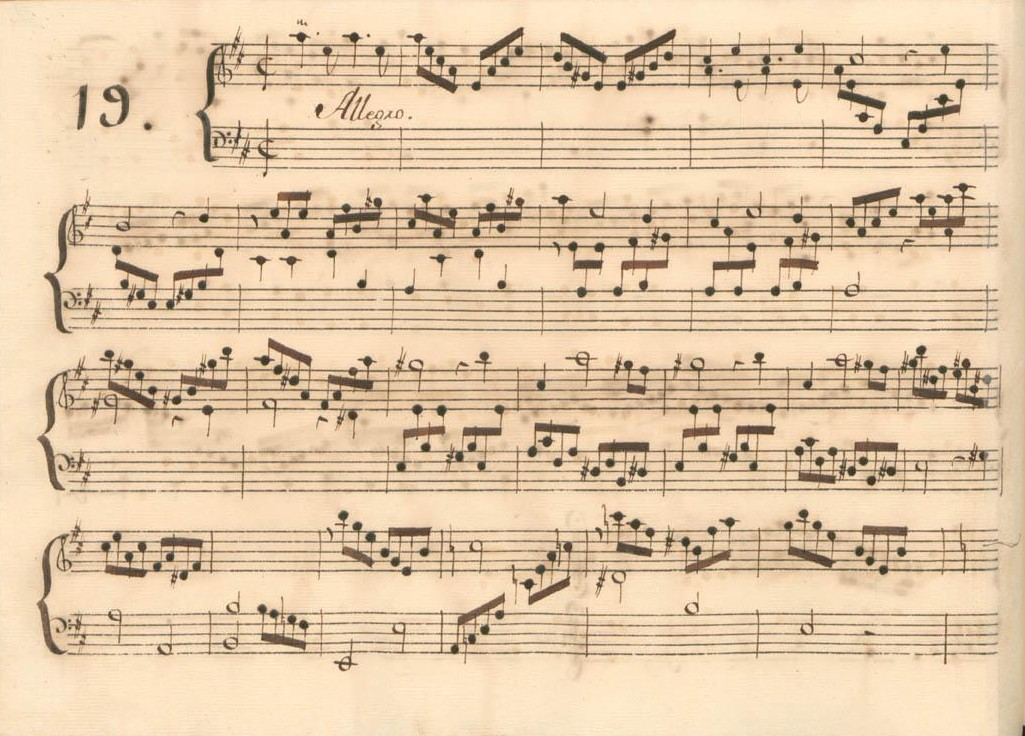
Parme VIII 19.
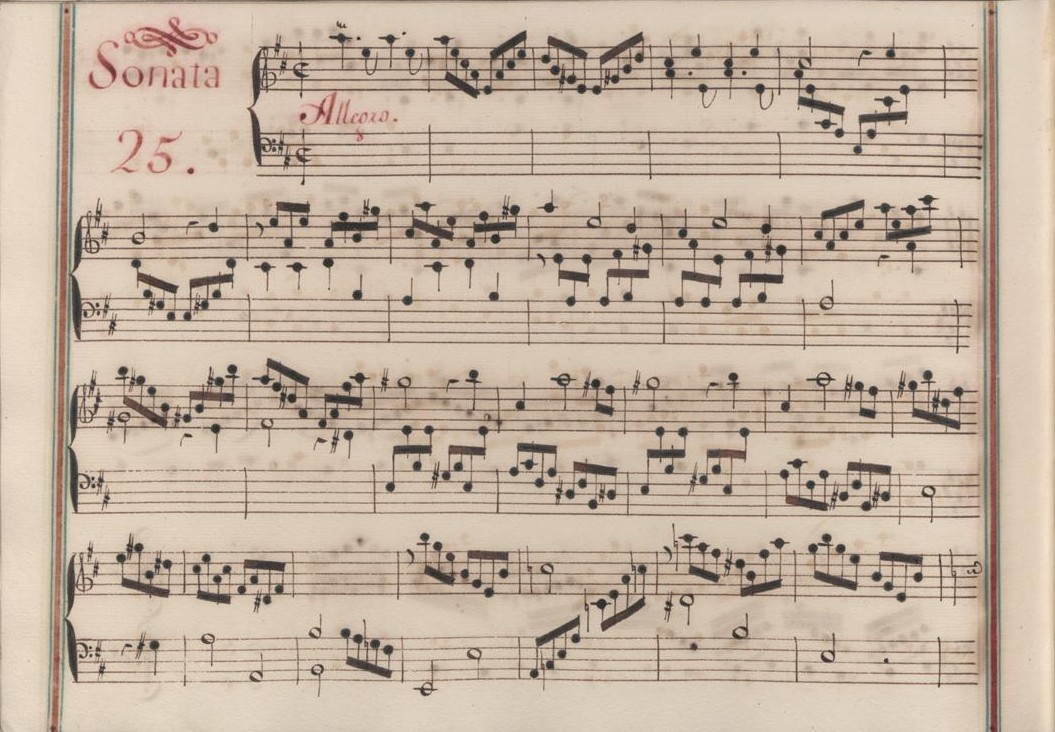
Venise VI 25.
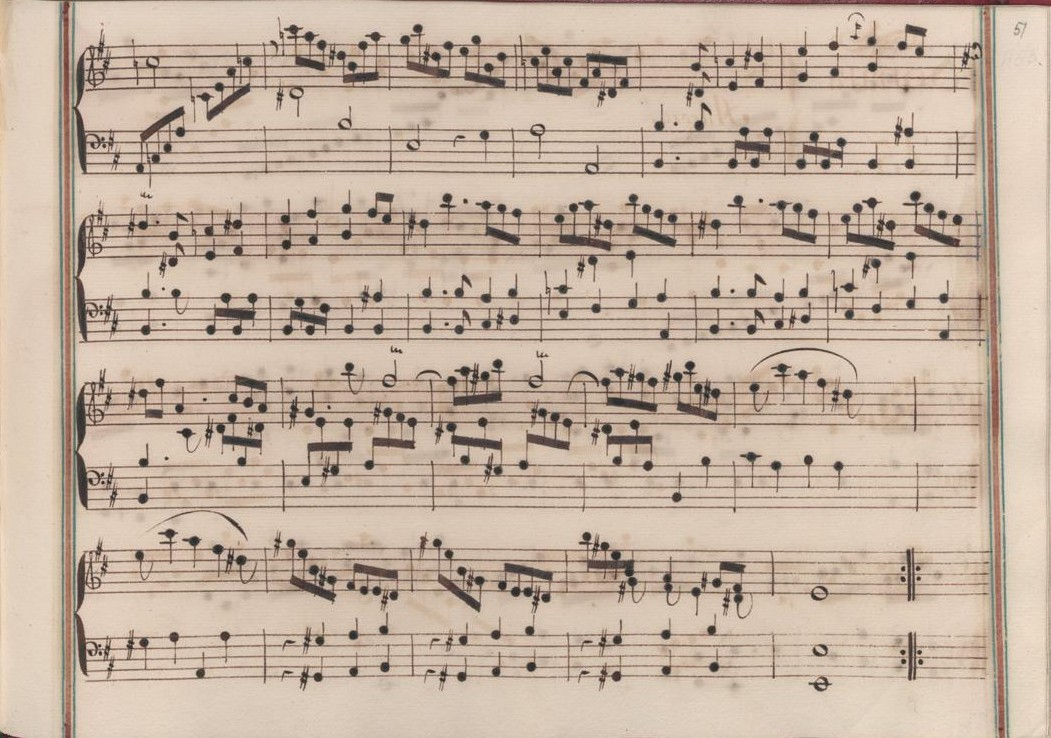
Venise VI 25 (fin de la première section).

## Interprètes
La sonate K. 320 est défendue au piano notamment par Konstantin Scherbakov (2000, Naxos, vol. 7) et Carlo Grante (2012, Music & Arts, vol. 3) ; au clavecin par Scott Ross (1985, Erato), Richard Lester (2003, Nimbus, vol. 3) et Pieter-Jan Belder (Brilliant Classics, vol. 8).

## Sources
: document utilisé comme source pour la rédaction de cet article.
- Ralph Kirkpatrick (trad. de l'anglais par Dennis Collins), Domenico Scarlatti, Paris, Lattès, coll. « Musique et Musiciens », 1982 (1re éd. 1953 (en)), 493 p. (ISBN 978-2-7096-0118-4, OCLC 954954205, BNF 34689181).
- Alain de Chambure, « Domenico Scarlatti : Intégrale des sonates — Scott Ross », Erato (2564-62092-2), 1985 (OCLC 891183737) .
- (en) W. Dean Sutcliffe, The Keyboard Sonatas of Domenico Scarlatti and Eighteenth-Century Musical Style, Cambridge / New York, Cambridge University Press, 2008, xi-400 (ISBN 978-0-521-07122-2, OCLC 1005658462, BNF 42017486).
- (en) Carlo Grante, « Domenico Scarlatti, intégrale des sonates pour clavier (vol. 3) », Music & Arts (CD-1292), 2013 (OCLC 907929504) .